# Гвоздева, Светлана Николаевна
Светлана Николаевна Гвоздева (род. 24 мая 1950 года, Свердловск) — государственный и политический деятель. Депутат Государственной Думы второго и третьего созывов, член фракции «Яблоко» во втором созыве и фракции «Единство» в третьем созыве, заместитель председателя комитета по экономической политике и предпринимательству. Действительный государственный советник Российской Федерации 3 класса (2007).

## Биография
Родилась 24 мая в 1950 году, в городе Свердловске.
В 1977 году завершила обучение и получила диплом о высшем образовании Свердловского института народного хозяйства, до этого обучалась в Свердловском горно-металлургическом техникуме. В 2000 году окончила обучение в Российской академии государственной службы при Президенте Российской Федерации. Позже защитила кандидатскую диссертацию по экономике — кандидат экономических наук.
В 1969 году трудоустроилась на Уралмашзавод производственного объединения «Уралмаш» на должность лаборанта химической лаборатории. В 1971 году перешла работать в Уральскую государственную инспекцию пробирного надзора.
С 1989 по 1994 годы трудилась бухгалтером в различных коммерческих структурах: государственно-кооперативное предприятие «Бытстрой», екатеринбургское малое предприятие «Дело», Уральский филиал Северо-Восточного акционерного коммерческого банка. В 1994 году небольшой промежуток времени работала в должности вице-президента екатеринбургского акционерного коммерческого банка «ЗОЛОТО-ПЛАТИНА БАНК».
На выборах депутатов Свердловской областной Думы, весной 1994 года, одержала победу и стала парламентёром.
17 декабря 1995 года на выборах депутатов государственной Думы второго созыва избрана депутатом по Артёмовскому избирательному округу № 161. В Государственной Думе занимала пост зампреда Комитета по экономической политике и предпринимательству. Член фракции «Яблоко». С 1998 года перешла во фракцию Наш дом — Россия. В январе 2000 года полномочия завершены.
На выборах депутатов Государственной Думы третьего созыва вновь одержала победу и продлила полномочия до 2003 года. Продолжила работу на посту зампреда Комитета по экономической политике и предпринимательству. Член фракции «Единство».
С декабря 2003 по июнь 2004 года работала в должности советника губернатора Калужской области. В октябре 2004 года стала работать сначала помощником, а затем советником министра регионального развития Российской Федерации до упраздения Министерства регионального развития России в 2014 году.
Замужем, воспитала дочь.

## Награды
Награждена:
- Медалью «За заслуги перед Отечеством» II степени (2010),
- Медалью «В память 850-летия Москвы»,
- Медалью «За заслуги в проведении Всероссийской переписи населения».